# Balearic beat
Balearic beat, também conhecido como Balearic house, ou simplesmente Balearic, inicialmente é uma mistura eclética de música de dança liderada por DJs que surgiu em meados da década de 1980.
Mais tarde, tornou-se o nome de um estilo mais específico de música eletrônica de dança que foi popular em meados da década de 1990. Batalha de Baleares foi nomeada por sua popularidade entre a discotecas europeias e patronos de praias rave na ilha de Ibiza, um destino turístico popular. Algumas compilações de dance music se referiam a ele como "o som de Ibiza", embora muitas outras formas mais agressivas e animadas de dance music pudessem ser ouvidas na ilha.